# 南昌西环线
南昌西环铁路，又称为南昌铁路西环线、南昌枢纽西环线、南昌铁路枢纽西环线是一条货运线路，起点终点均连接到京九线，通车后货运列车可以不用经过南昌城区，从而解决南昌站的客货相互制约运能的问题，此外一些不停靠南昌的客车也会行走此铁路绕开繁忙的城区段铁路。

## 建设
西环线的计划最初出现在2006年的发展计划中，在2006年底新建铁路计划中确定将将设西环线。2007年6月28日开工，2010年1月21日通车。